# Emerson (Fußballspieler, 1994)
Emerson (* 3. August 1994 in Santos; voller Name Emerson Palmieri dos Santos) ist ein brasilianisch-italienischer Fußballspieler, der bei West Ham United unter Vertrag steht.

## Karriere
Emerson begann seine Karriere beim FC Santos, für den er im Juni 2012 in der brasilianischen ersten Liga debütierte. 2014 wurde er nach Italien an die US Palermo verliehen. 2015 wurde er wieder nach Italien weiterverliehen, diesmal an die AS Rom, für die er im Oktober 2015 gegen seinen ehemaligen Verein Palermo sein Debüt gab.
Im Januar 2018 wechselte Emerson zum FC Chelsea. Mit den Londonern gewann er 2018 den FA Cup, 2019 die Europa League und 2021 die Champions League. In der Premier League absolvierte Emerson in dreieinhalb Jahren jedoch nur 33 Einsätze.
Im August 2021 wechselte Emerson bis zum Ende der Saison 2021/22 auf Leihbasis zum französischen Erstligisten Olympique Lyon.
Im August 2022 wechselte er innerhalb der Premier League zu West Ham United.
Bei der siegreichen Europameisterschaft 2021 stand er im italienischen Kader und war als Ersatzspieler für Leonardo Spinazzola eingeplant. Nach dessen Verletzung stand er im Halbfinale und Finale jeweils in der Startformation. Insgesamt kam Emerson auf vier Einsätze. Sein letzter Einsatz für die Squadra Azzurra erfolgte im März 2023. Danach wurde er nicht mehr nominiert.

## Erfolge
Vereine
- Europa-Conference-League-Sieger: 2023
- UEFA-Super-Cup-Sieger: 2021 (im Kader, ohne Einsatz)
- Champions-League-Sieger: 2021
- Europa-League-Sieger: 2019
- FA-Cup-Sieger: 2018

Nationalmannschaft
- Europameister: 2021

Auszeichnungen
- Verdienstorden der Italienischen Republik (Ritter) – für den Gewinn der Europameisterschaft 2021[10]

## Persönliches
Sein Bruder ist der Profifußballer Giovanni Palmieri dos Santos.
Seit 2017 besitzt Emerson auch die italienische Staatsbürgerschaft.

## Trivia
Emerson ist der erste Spieler, der jeden der drei wichtigsten aktuellen UEFA-Europapokal-Wettbewerbe für Vereinsmannschaften der Herren gewann, zusätzlich gewann er auch den UEFA Super Cup und somit alle vier Europapokal-Wettbewerbe.